# Stetigförderer

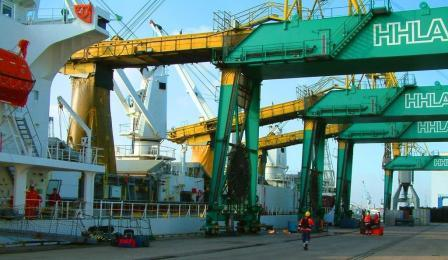
Elevatoren der Hamburger Hafen und Logistik

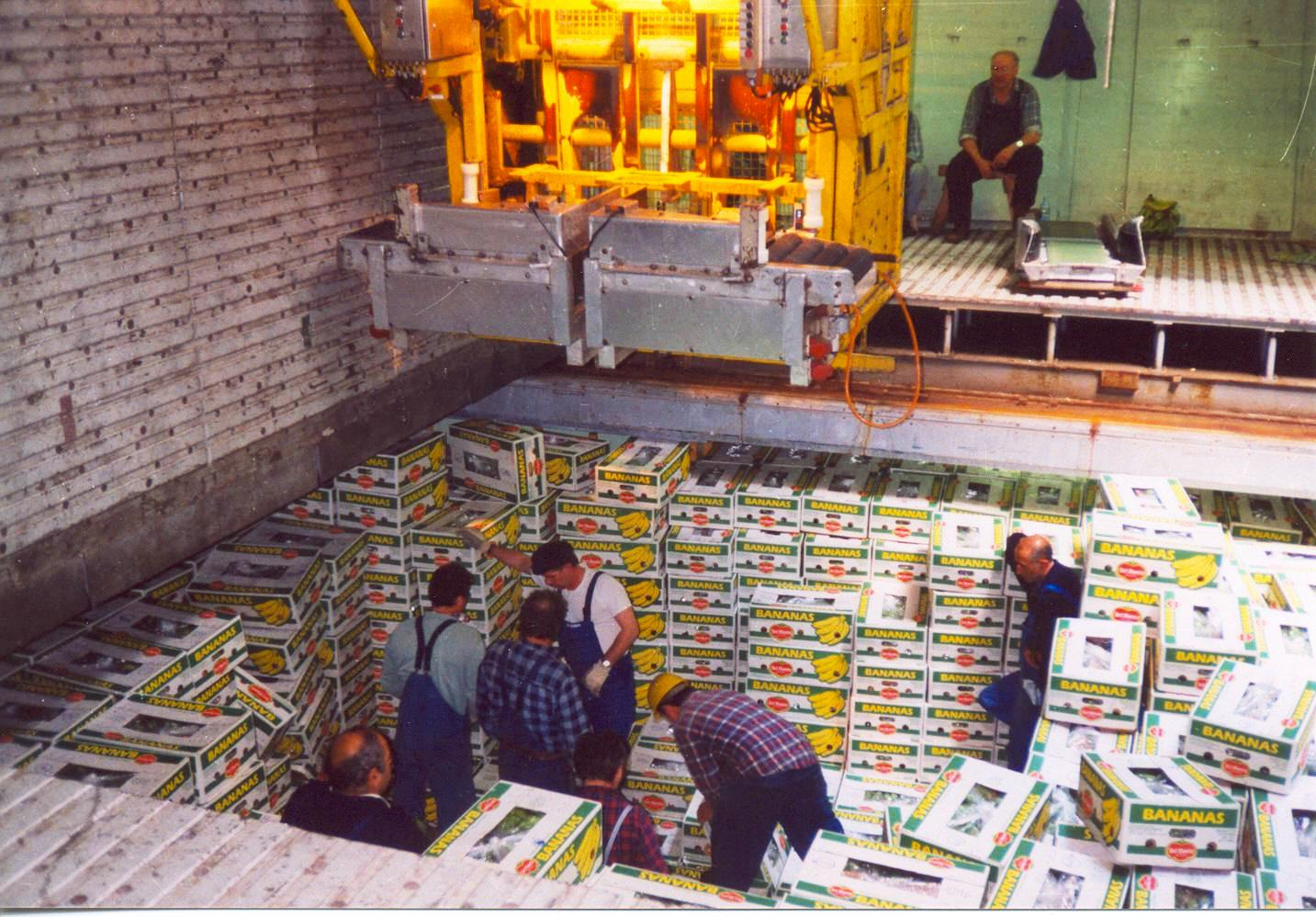
Blick in den Laderaum eines Kühlschiffes mit Bananenkisten, es wird Platz für den Elevator gemacht, damit werden die Kartons gelöscht.

Ein Stetigförderer ist eine innerbetriebliche Förderanlage. Sie erzeugt einen kontinuierlichen Transportstrom.

## Aufgaben
Stetigförderer eignen sich für den Transport großer Materialmengen oder kontinuierlich benötigter Materialien auf festgelegten Strecken, wobei das Be- und Entladen an mehreren Stellen des Transportweges erfolgen kann. Sie sind stetig (ständig) in Bewegung, im Gegensatz zu den Unstetigförderern, die in einzelnen Zyklen das Transportgut bewegen. Stetigförderer gibt es als flurgebundene oder flurfreie Systeme. Flurgebundene sind in der Lage, das zu transportierende Gut waagerecht, geneigt und senkrecht zu transportieren. Oft benötigen sie viel Platz am Boden und haben einen festgelegten Transportweg. Flurfreie Systeme sind in den meisten Einsetzungsbereichen schienengebunden. 
Sie haben oft eine einfache Bauart und benötigen im laufenden Betrieb niemanden, der sie bedient, da sie automatisiert sind. Die Investitions- und Wartungskosten sind abhängig von der Bauart und der zu überbrückenden Strecke. Sie können erheblich größer sein als der Einsatz eines Unstetigförderers (z. B. Errichtung einer Förderbandanlage gegenüber Einsatz von LKW als Transportmittel für Schüttgut). Der Antrieb der Stetigförderer ist für den Dauerbetrieb gedacht und ist meistens nur ein Antrieb, der eine einfache Bauweise aufweist und einen geringen Energieverbrauch sowie hohe Betriebssicherheit. Die Ersparnis wird langfristig durch relativ geringe Betriebs- und Lohnkosten erzielt, bei Erweiterungen des Systems kann es jedoch zu Schwierigkeiten kommen, die im Bereich der Leistungsfähigkeit und Aufgabenänderung liegen.
Stetigförderer finden unter anderem Anwendung beim An- und Abtransport von Material und Erzeugnissen der chemischen Industrie, im Bergbau, im Tagebau, der metallverarbeitenden Industrie, in Kraftwerken, im Fertigungsablauf, im Lagerbereich, in der Automobilindustrie und beim Verbinden von einzelnen Produktionsprozessen. 
Sie unterteilen sich in drei Hauptgruppen: 
- Bandförderer

- Gliederbandförderer

- Rutschen

## Beispiele
- Mechanische Förderer
  - Rollenförderer mit Antrieb

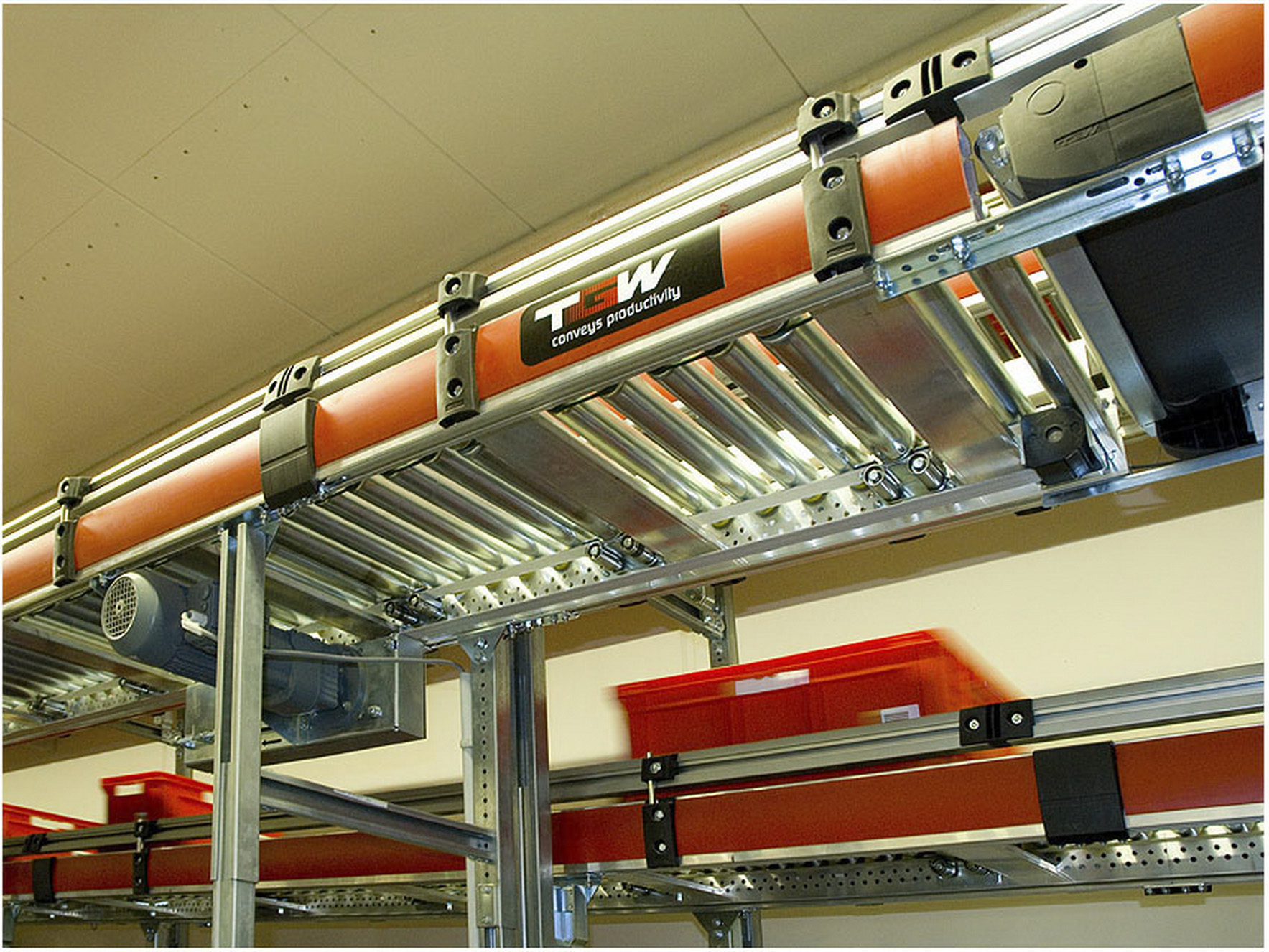
Beispiel eines Stetigförderers: Rollenförderer für Behälter und Kartons

  - Schwingförderer (je nach Betriebsart auch Unstetigförderer)
  - Kreisförderer
  - Umlaufförderer (Paternoster)
  - Bandförderer
  - Zellenradschleusen
  - Gurtbecherwerk
  - Kettenförderer
  - Schneckenförderer
  - Auch Umlaufseilbahnen (z. B. umlaufende Materialseilbahnen) sind Stetigförderer.

- Schwerkraftförderer
  - Wendelrutsche
  - Rollenbahn, Röllchenbahn, Kugelbahn, Schienenbahn (ohne Antrieb)

- Strömungsförderer
  - pneumatische Förderung (Transportgebläse für Schüttgut), siehe auch Getreideheber
  - hydraulische Förderung (Pipeline)

- Stetigförderer zur Personenbeförderung
  - Paternosteraufzug
  - Rolltreppen
  - Fahrsteig